# فرودگاه تارتاگال
فرودگاه تارتاگال ارتشبد انریکه ماسکنی (به انگلیسی: Tartagal "General Enrique Mosconi" Airport) (به زبان بومی: Aeropuerto de Tartagal “General Enrique Mosconi”) یک فرودگاه همگانی با کد یاتا TTG است که یک باند فرود آسفالت دارد و طول باند آن ۱۵۰۰ متر است. این فرودگاه در کشور آرژانتین قرار دارد و در ارتفاع ۴۴۹ متری از سطح دریا واقع شده است.